# Gnophos lusitanica
Gnophos lusitanica là một loài bướm đêm trong họ Geometridae.